# (22603) Davidoconnor
(22603) Davidoconnor est un astéroïde de la ceinture principale d'astéroïdes.

## Description
(22603) Davidoconnor est un astéroïde de la ceinture principale d'astéroïdes. Il fut découvert le 19 avril 1998 à Socorro (Nouveau-Mexique) par le projet LINEAR. Il présente une orbite caractérisée par un demi-grand axe de 2,67 UA, une excentricité de 0,05 et une inclinaison de 4,6° par rapport à l'écliptique.

## Compléments